# Erika Ender
Erika María Ender Simões (Cidade do Panamá, 21 de dezembro de 1974), mais conhecida como Erika Ender, é uma cantora, compositora, atriz e filantropa panamenha de ascendência brasileira e estadunidense. Ela é mais conhecida por sua longa carreira como compositora, tendo composto músicas para vários artistas que falam espanhol, inglês e português.
Considerada uma das compositoras mais bem-sucedidas da América Latina, suas canções foram incluídas em mais de 160 álbuns de estúdio e mais de quarenta ocuparam a posição um das paradas musicais. Também atuou como cantora e até hoje lançou cinco álbuns de estúdio. Ela foi homenageada por vários prêmios, como o Grammy Latino, as revistas People em Espanhol e Forbes, e o Hall da Fama dos Compositores Latinos. Da mesma forma, ela obteve conquistas no campo hispânico, como ser a primeira compositora hispânica a receber uma indicação para a categoria canção do ano no Grammy Awards, fato dado por co-compor o sucesso mundial "Despacito" de Luis Fonsi. Em suas composições, ela tem explorado diferentes gêneros musicais, como baladas românticas, salsa, música mexicana regional, reggaeton e pop latino.
Em sua carreira como atriz, em 2015 teve uma pequena participação na série Bloodline da Netflix. No mesmo ano, também participou de forma recorrente do reality show panamenho Brilla por ti. Nos primeiros anos de carreira foi imagem de diversas campanhas publicitárias. Como filantropa, ela ajudou em obras de caridade no Panamá. Em 2009, ela criou a Fundação Portas Abertas, que ajuda a erradicar a exploração infantil e oferece oportunidades para crianças e adolescentes sob alto risco por meio da música e das artes.

## Biografia

### 1974-1996: primeiros anos e início como cantora
Ender nasceu em 21 de dezembro de 1974 na Cidade do Panamá, filha de pai estadunidense e mãe brasileira nascida na Bahia, ambos médicos. Ela tem uma irmã chamada Ilka Ender, que foi sua representante artística por um tempo. Por causa de sua família multicultural, ela cresceu com diferentes influências musicais e aprendeu inglês e português. Desde pequena se interessou por música e aos 9 anos começou a compor canções. Aos 16 anos, ela ganhou um concurso nacional de poesia. Estreou em 1992 cantando como solista no programa de televisão venezuelano Sábado Sensacional, que se encontrava no Panamá para realizar uma viagem pela América Latina em comemoração ao V Centenário do Descobrimento da América. Nele cantou a canção "Eu estive no Panamá”, posteriormente gravado em um álbum de longa duração como single promocional, que também representou o Panamá na Exposição Universal de Sevilha de 1992, que ajudou a promover o turismo em seu país durante aquele ano. Por isso, foi convidada para eventos como a Cúpula de Presidentes da América Central. Além disso, a Corrente das Américas a considerava "O Rosto do Panamá", e ela começou a viajar constantemente e a cantar de maneira formal.
Aos 18 anos iniciou seus estudos universitários em comunicação social, e a escolheram para participar do Festival da OTI com uma canção de sua autoria chamada "Mar Adentro", e venceu no National Tamborera Festival como melhor intérprete com a canção "Panama la verde" de Carl Ender. No mesmo ano, ela gravou um álbum de canções tradicionais panamenhas intitulado La Nueva Parranda de Toby Muñoz. Pouco depois, estreou na televisão quando foi contratada pela Televisão Nacional como apresentadora e produtora de segmentos televisivos. De 1995 a 1996, trabalhou na Telemetro no programa El mix del fin de semana, também como apresentadora e produtora, onde entrevistou personalidades como Air Supply, Gilberto Santa Rosa e Shakira. Em 1996 deixou a televisão e fez sua estreia no teatro como protagonista da peça José El Sonador dirigida por Bruce Quinn, como narradora. No mesmo ano se juntou à orquestra Rubén Blades e participou das apresentações de seu álbum La rosa de los vientos. Ela também atuou como vocal de apoio na última música "No voy a dejarte arder" e na produção Carnival de Sting.

### 1998: mudança para os Estados Unidos e início da composição
Em março de 1998 mudou-se para Miami, Estados Unidos. A partir desse momento, começou a compor canções para diferentes artistas sozinha e com outras pessoas. De 1998 a 1999, foi a apresentadora do programa Vida en Línea do Discovery Channel. Nesse período também serviu de imagem para campanhas publicitárias como Miami Herald, Florida Lottery e Americatel com Don Francisco.
Em 1999, foi objeto de interesse de produtores mexicanos e sul-americanos, o que permitiu que suas canções fossem gravadas por artistas dessas regiões. Em 2000 ela compôs a versão em inglês da canção "A puro dolor" de Son by Four intitulada "Purest of Pain", escrita em espanhol por Omar Alfanno. No mesmo ano co-escreveu com Donato Póveda as canções "Ay mama" e "Candela" de Chayanne, pertencentes ao álbum Simply, que a tornou vencedora do prêmio American Society of Composers, Authors and Publishers (ASCAP) na categoria a Melhor Balada Pop do Ano. "Candela" também rendeu sua primeira entrada na parada 200 da Billboard.
Nos anos seguintes, continuou com as suas composições, muitas das quais alcançaram posições de topo nas tabelas musicais, como "I need you" de OV7 (2001), "Otra vez" de Melina León (2001) e "Bésame" de Azúcar Moreno (2002). Outros artistas para os quais compôs incluem Alejandro Montaner em seu álbum Todo lo que Tengo, Eduardo Verástegui, Elvis Crespo e Jaci Velásquez. Em janeiro de 2004 lançou a canção "Check al portador", produzida por si mesma juntamente com Alejandro Jaén, com quem representou o Panamá no XLV Festival Internacional da Canção de Viña del Mar, sendo a primeira participação do país no concurso.

## Composições
Como cantora, lançou 6 CDs, 3 deles internacionais, em diversos gêneros como Pop, Rock, Tropical e regional mexicano. Sua versatilidade musical tornou possível para estrelas como: Daddy Yankee, Chayanne, Gloria Trevi, Ednita Nazario, Akon, Claudia Leitte,  Ana Bárbara,  Elvis Crespo, Melina León, Ha*Ash , Leonardo, Prince Royce, Luis Fonsi, Malú, Jaci Velásquez e Azúcar Moreno, interpretarem suas canções. Sua carreira como cantora e compositora inclui os álbuns: Ábreme la puerta, Cueste lo que cosuesto e In concert. Primeiros lugares com singles como "Check to the bearer", "Ábreme la puerta" (ambos de 2004), "Luna Nueva" (2006), "Masoquista" (2009), ¿Quien me escucha?, "Quién sale no entra" (2006), "Cade?" e "Sigo caminando", estreou no Idol Puerto Rico Final Gala 2012, entre outros, a levaram a se apresentar em vários países.
Uma grande conquista como compositora foi quando em 2004 sua canção "Cheque al portador", permitiu que ela se classificasse no renomado Festival Internacional de Canção de Viña del Mar, no qual representou seu país, Panamá, pela primeira vez em 45 anos desde o início do evento em fevereiro de 1960. No início de 2017 compôs com Luis Fonsi a canção "Despacito", uma canção que deu a volta ao mundo alcançando as melhores posições nas tabelas musicais em vários países. Em 2018 compôs a música "Agradecido" para o álbum homônimo do cantor e ator venezuelano José Luis Rodriguez, após o mesmo reaparecer no palco após seu transplante duplo de pulmão em 2017.

## Discografia
- Abreme la Puerta (2004)
- Cueste Lo Que Cueste (2009)
- Erika Músika (2015)
- Tatuajes  (2017)
- Panamá Mía (2019)
- MP3-45 (2020)

## Filmografia

### Televisão
| Ano  | Título                   | Cargo         | Notas |
| ---- | ------------------------ | ------------- | ----- |
| 1993 | Eventos especiales       | Apresentadora |       |
| 1994 | Son de sabor             |               |       |
| 1995 | Salsarengue              |               |       |
| 1996 | El mix del fin de semana |               |       |
| 1998 | Vida en Línea            |               |       |
| 2006 | Dímelo bailando          | Jurada        |       |
| 2009 | Batalla de las Américas  |               |       |
| 2011 | Idol Puerto Rico         | 1 Temporada   |       |
| 2012 | Idol Kids Puerto Rico    |               |       |